# Eine außergewöhnliche Affäre
Eine außergewöhnliche Affäre (internationale titel: An unusual affair) is een Duitse tv-film uit 2002.
Op het Fernsehfilm-Festival Baden-Baden in 2002 kreeg Tatjana Blacher een prijs voor haar rol in deze film.

## Verhaal
Het echtpaar Jochen en Ina Wenzel heeft twee kinderen en leidt een gelukkig leven. Ze zijn beiden geliefd als docent en Ina kan schooldirecteur worden. Op een dag komt de jonge leraar Tom Leuthner op school, hij leeft openlijk als homoseksueel. Jochen wordt verliefd op Tom en ze beginnen een hartstochtelijke affaire. Wanneer Ina daarachter komt, vindt er een flinke woordenwisseling tussen haar en Jochen plaats. Jochen staat voor de keuze tussen Tom en zijn gezin.

## Rolverdeling
- Hans-Werner Meyer - Jochen Wenzel
- Tatjana Blacher - Ina Wenzel
- Matthias Walter - Tom Leuthner
- August Schmölzer - Wolfgang Bauer
- Bruno Cathomas - Michael Kaiser